# احمد ابوالغیط
احمد ابوالغیط (به عربی: أحمد أبو الغیط) (زادهٔ ۱۲ ژوئن ۱۹۴۲ در محله مصر جدید در قاهره) از سال ۲۰۰۴ که دولت احمد نظیف بر سر کار آمد در سمت وزیر امور خارجه مصر انجام وظیفه می‌کرد.
احمد ابوالغیط پیش از این تاریخ سفیر مصر در سازمان ملل متحد بود. وی در دسامبر ۲۰۰۵ در کشمکش چاد و سودان میانجی‌گری کرد.
ابوالغیط کار خود را به عنوان دبیر سوم در سفارت مصر در قبرس آغاز کرد و پس از چندی به عنوان دبیر اول سفیر مصر در سازمان ملل و پس از آن به عنوان رایزن سیاسی سفارت مصر در روسیه در سال ۱۹۸۴ برگزیده شد. او پس از آن، سفیر مصر در ایتالیا، مقدونیه شمالی و سان مارینو شد و در سال ۱۹۹۹ ریاست نماینده دائم مصر در سازمان ملل را بر عهده گرفت.

## دبیرکل اتحادیه عرب
احمد ابوالغیط، روز ۱۰ مارس ۲۰۱۶ (۲۰ اسفند ۱۳۹۴) به عنوان دبیرکل اتحادیه عرب انتخاب شد.

## نظرها و خط مشی

### فاجعه انسانی
در ۱۶ آوریل ۲۰۲۰ احمد ابوالغیط دربارهٔ احتمال شیوع ویروس کرونا در اردوگاه‌های پناهندگان سوریه و وقوع یک فاجعه انسانی هشدار داد. وی در بیانیه اتحادیه عرب در پی گزارش جر پدرسون فرستاده ویژه سازمان ملل در سوریه دربارهٔ وضعیت بهداشتی و امنیتی تأکید کرد که حفظ آتش‌بس و آرام کردن اوضاع نظامی و رسیدن به آرامش نسبی در بحران شیوع ویروس کرونا بسیار حائز اهمیت و حیاتی است. وی تصریح کرد که وضعیت در سوریه بسیار خطرناک می‌باشد و نیاز به همکاری جهانی دارد و این خود در زیر سایه احتمال شیوع ویروس کرونا یک فاجعه انسانی را به بار خواهد آورد.